# Жан дьо Дюноа
Жан дьо Дюноа (на френски: Jean de Dunois), Жан де Дуно (на френски: Jean de Duno) или Жан Орлеански (на френски: Jean d'Orléans; * февруари 1403, Кралство Франция; † 24 ноември 1468, Кралство Франция), е френски аристократ, велик шамбелан (висш държавен служител) на Франция, прославил се военачалник в края на Стогодишната война (1337 – 1453), сподвижник на Жана д'Арк.

## Живот
Дюноа е извънбрачен син на херцог Луи Орлеански (син на френския крал Шарл V) от метресата му Мариет д'Енгиен (Mariette d'Enghien), както и първи братовчед на френския крал Шарл VII.
По желание на родителите му получава духовно образование и се подготвя за църковна дейност. Прекъсва обаче обучението и постъпва в армията. Нарежда се сред големите и успешни френски генерали през Стогодишната война. През 1429 г. защитава Орлеан от англичаните, докато пристига Жана д'Арк и заедно снемат обсадата. Присъединява се към нейните войски и я следва навсякъде, като продължава борбата срещу нашествениците и след нейното пленяване при Компиен през 1430 г. Превзема Шартър през 1433 г. Получава като награда от френския крал графството Дюноа (1436) и Лонгвил (1442). Завзема Нормандия и Гиен през 1448 г.
Крал Луи XI го изпраща като губернатор в Генуа през 1462 г., която по онова време се присъединява към Франция.